# Marco Bergamo
Pour les articles homonymes, voir Bergamo.
Marco Bergamo (né le 12 avril 1964 à Cles, dans la province autonome de Trente dans la région du Trentin-Haut-Adige) est un coureur cycliste italien présent dans le peloton professionnel à la fin des années 1980.

## Palmarès
- 1985
  - 2e étape du Tour d'Italie amateurs
  - 2e du Trofeo Alcide Degasperi
- 1986
  - 3e de la Cronostaffetta (contre-la-montre par équipes)
  - 3e de la Coppa Bernocchi
- 1987
  - 2e de la Cronostaffetta (contre-la-montre par équipes)
  - 3e des Trois vallées varésines

## Résultats sur les grands tours

### Tour de France
1 participation
- 1988 : 109e

### Tour d'Italie
1 participation
- 1989 : 96e

### Tour d'Espagne
1 participation
- 1988 : 77e